# Steckenroth
Steckenroth ist ein Ortsteil der Gemeinde Hohenstein im südhessischen Rheingau-Taunus-Kreis.

## Geographie
Der Ort liegt im westlichen Taunus. Durch den Ort führt die Landesstraße 3373.
Der Limeswanderweg (Taunus) und die Eisenstraße kreuzen einander bei Steckenroth.

## Geschichte

### Erste urkundliche Erwähnung
Die erste urkundliche Erwähnung als Steckinrode ist am 15. Juli 1345 bezeugt. Der Ortsname wird von stecken = aufwärtssteigen und rod = Rodung abgeleitet. Die Schreibweise von Steckenroth war im Verlauf seiner Geschichte sehr unterschiedlich (Steghenrot, Steckenrode, Steckenrodde, Steckinrode, Stecken Rott, Stekenrod). Flurnamen heutiger Wiesen, „Steingasse“ nach Breithardt und „Hanselgass“ in Richtung Hofgut Georgenthal, belegen offensichtlich eine frühere größere Ausdehnung des Dorfes Steckenroth.

### Stadtrechte
Schon bald nach der ersten urkundlichen Erwähnung (1345) wurden mit der Urkunde vom 13. Januar 1367 für Steckenroth von Kaiser Karl IV. die Stadtrechte an Steckenroth und weitere Ortschaften (Bad Schwalbach-Adolfseck und Idstein-Heftrich) verliehen. Das war damals eine rein taktische Maßnahme des Grafen Adolf von Nassau um die Rechte der Katzenelnbogener, des Klosters Bleidenstadt und seines eigenen Bruders Johann zurückzudrängen. Das Stadtrecht konnte dem Grafen helfen, die Straße von Idstein nach Adolfseck und Schwalbach zu sichern, die an der nördlichen Grenze des Wehener Grundes entlangführte. Da das Stadtrechtsprivileg nicht direkt für die Gemeinde ausgestellt war, versuchte der Graf mit solch kaiserlicher Urkunde seine eigene Macht als Landesherr zu stärken und fremde Ansprüche abzuwehren. Wirksam geworden sind die Stadtrechte für Steckenroth nicht. Es gab keine Befestigungen und auch kein besonderes Gericht; lediglich ein Markt ist nachweisbar, der jedes Jahr mit der Kirchweihe am 24. Juni abgehalten wurde.

### Gebietsreform
Am 1. Juli 1972 bildete die bis dahin selbständige Gemeinde Steckenroth im Zuge der Gebietsreform in Hessen zusammen mit sechs weiteren Gemeinden auf freiwilliger Basis die neue Großgemeinde Hohenstein. Für Steckenroth wurde wie für die übrigen Ortsteile ein Ortsbezirk mit Ortsbeirat und Ortsvorsteher errichtet.

## Politik
Der Ortsbeirat besteht aus fünf Mitgliedern. Seit den Kommunalwahlen 2021 gehören ihm drei Mitglieder der CDU und zwei Mitglieder der SPD an. Ortsvorsteher ist Benjamin Crisolli (CDU).

## Sehenswürdigkeiten

### Kirche
Bereits im 1400 wurde auf dem steilen und felsigen Vorsprung am Ortsrand eine Kapelle (die Steckenrother nannten ihre Kirche bis 1650 noch „Capell“) errichtet. Sie war nach dem damaligen Brauch orientiert, das heißt, der Altar stand nach Osten hin. Urkundlich erwähnt wird eine Kirche in Steckenroth erstmals im Jahre 1451. Sie war Johannes dem Täufer geweiht (Gedenktag: 24. Juni). Aus dieser Zeit erhalten geblieben ist nur der spätgotische Chor der Kirche. Das jetzige Kirchenschiff wurde nach dem Einsturz des mittelalterlichen Turms 1789 neu errichtet. Bereits in den Jahren zuvor hatte man Risse am Mauerwerk festgestellt und befürchtet, dass der Kirchturm, der zu dieser Zeit auf der Nordseite (nach Lage des Geländes die günstigste Stelle) stand, einstürzen könnte. Aus diesem Grund nahm man auch frühzeitig die Glocken (1621 und 1666 erstmals durch Rechnungen nachweisbar) herunter, ehe 1789 tatsächlich der Turm einstürzte. Drei Jahre lang hielten die Steckenrother fortan ihre Gottesdienste weiter „in der Kirche ohne Turm“, bis man sich zu einem Neubau entschloss. 1792 wurde ein verschieferter Holzturm/Zwiebelturm auf dem Westgiebel und auf ein höher errichtetes Kirchenschiffes gesetzt. Die ältesten Teile der jetzigen Kirche sind demnach der Chorbogen und die Sakristei mit rippenlosem Kreuzgratgewölbe. Beides ist dem frühgotischen Stil zuzuordnen. Besonders gestaltet ist in der Kirche Steckenroth auch das Sterngewölbe mit zwei, allerdings einfachen Schlusssteinen.
Die nächsten baulichen Veränderungen wurden allesamt bei der Renovierung 1932 durchgeführt: Wie im Nachbarort Breithardt war in den Chor rechts ein zusätzliches Fenster gebrochen worden, damit der in Reformationszeiten nach vorne zur Gemeinde gerichtete Altar seitlich Licht bekommen konnte. Für die Orgel (ab 1740 nachweisbar) wurde im Chorraum eine Empore eingezogen. Der Chor erhielt zudem einen eigenen Zugang, der heute von außen noch schwach zu erkennen ist.
Von 1962 bis 1966 wurde die Kirche für rund 150.000 DM (76.693,78 Euro) grundlegend renoviert. Das infolge seiner Lage unterhalb des Friedhofs sehr an Feuchtigkeit leidende Gebäude war erstmals isoliert, der in Mitleidenschaft gezogene Chor bauwerkgesichert und neu gedeckt worden. Kirchenschiff und Chor wurden innen wieder einheitlich mit roten [Sandstein]platten ausgelegt, alle Fenster neu verglast, das Gestühl, der Altar und die Eingangstür erneuert und die ganze Kirche mit neuem Anstrich versehen. Bei den Renovierungsarbeiten gab es zudem eine große Überraschung. Im Chorgewölbe konnte ein ganzes Engelskonzert aus der Barockzeit aufgedeckt werden, welches überstrichen worden war. Die Engel wurden freigelegt und zum Vorschein kamen zehn, auf Wolken schwebende Engel. Sie spielen Triangel, Geige, Schalmei, Trompete, Bass, Harfe, Theorbe und Pauke. Neben diesen Arbeiten wurde die baufällige Stützmauer des Kirchengrundstückes und der Aufgang der Kirche erneuert.
Während 1983/84 eine weitere Ausmalung in der Kirche vorgenommen wurde, dauerte die Instandsetzung der Kirchenmauer (112.183,10 DM) von 1986 bis 1995 länger. 2002 mussten Holzbretter am Glockenturm sowie die Schieferung erneuert werden. Acht Jahre später erhielt Steckenroth eine neue Trauerhalle. Der Weg von der Straße bis zu ihrem Eingang wurde von Steckenrothern selbst gepflastert.

### Limes
Europas größtes Bodendenkmal, der Obergermanisch-Raetische Limes, quert innerhalb der Gemeinde Hohenstein auch die Steckenrother Gemarkung. Bekannt als Limeswanderweg (Taunus) kreuzt er die Eisenstraße bei Steckenroth. Von den 55 km Streckenlänge des Limes mit 900 Wachtürmen und rund 120 größeren und kleineren Kastellen, kann man auf dem Gebiet der Gemeinde etwa sechs Kilometer recht gut erhaltene Reste des sogenannten Pfahlgrabens feststellen. Ein Limes-Rundweg mit sieben Informationstafeln entstand auf dem Gebiet der Ortsteile Breithardt, Steckenroth, Born sowie Taunusstein-Watzhahn. Fünf Reste von Wachtürmen an einer älteren und jüngeren Limeslinie werden anhand von Aufzeichnungen der Reichs-Limeskommission beschrieben. Während Untersuchungen zum Limes im Jahr 1901 in Steckenroth keine sicheren Überreste eines Steinturmes ergaben, bemerkte man 1927 eine Erhebung sowie viele Steine, während die Äcker sonst recht steinfrei waren. Eine im Jahr 2003 durchgeführte geophysikalische Untersuchung bestätigte dann den Verlauf des Limes sowie die vorhandene Turmstelle. Im Ackerland, nur durch Luftbildaufnahmen erkennbar, zeichnet sich durch Bewuchsveränderung die Limeslinie deutlich ab, mittlerweile wurden an Kreuzungsstellen Limes/Feldwege Bepflasterungen mit dem Schriftzug „Limes“ aufgebracht. Zudem gibt es einen Limes-Rastplatz mit Infotafeln und Sitzgelegenheiten. Es verwundert nicht, dass das Limes-Regionalmuseum für den Rheingau-Taunus-Kreis in Steckenroth angesiedelt ist.